# Bernard & Doris - Complici amici
Bernard & Doris - Complici amici (Bernard and Doris) è un film per la televisione del 2007 diretto da Bob Balaban. Il film, ispirato in parte a fatti realmente accaduti, racconta il rapporto d'amicizia tra l'ereditiera multimiliardaria Doris Duke e il suo maggiordomo omosessuale Bernard Lafferty, interpretati da Susan Sarandon e Ralph Fiennes.
Il film, destinato al circuito televisivo, è stato distribuito negli Stati Uniti dalla HBO Films, mentre in Italia è stato trasmesso per la prima volta da Sky Cinema il 27 febbraio 2009.

## Trama
Doris Duke è una delle donne più ricche del mondo, ha ereditato l'enorme patrimonio del primo marito, diventando la regina del tabacco, stimata filantropa propensa alla mondanità. Di carattere duro ed estremamente esigente, dopo aver licenziato per futili motivi il maggiordomo, assume l'irlandese Bernard Lafferty. Egli è stato al servizio di donne facoltose, come Elizabeth Taylor e Peggy Lee, ma proviene da sei mesi di inattività, a causa di problemi di salute; la signora Duke intuisce immediatamente che si tratta di problemi di alcool, Lafferty si affretta ad affermare che sono ormai completamente risolti e non gli impediscono di esercitare le proprie mansioni.
Bernard entra a pieno servizio, svolgendo rigorosamente le proprie mansioni, gestendo il personale di servizio e l'enorme casa di Miss Duke, e sottostando alle regole e alle bizzarrie della donna. Piano piano tra Bernard e Doris si instaura un rapporto di stima e complicità, tra chiacchiere e confidenze Miss Duke insegna a Bernard come coltivare le orchidee e lo porta con sé nei suoi numerosi e lunghi viaggi. L'uomo nutre una sorta di ammirazione e venerazione per la donna, arrivando a collezionare articoli di giornale che parlano di lei. Bernard informa Miss Duke di essere omosessuale e lei lo invita ad assumere un atteggiamento più libero e spontaneo, permettendogli di mettere l'orecchino, farsi crescere i capelli e indossare abiti colorati.
Poiché il rapporto tra i due è sempre più stretto, Bernard diviene più rilassato, tanto da ricominciare in modo discreto a bere. L'alcool diventa l'unica compagnia di Bernard durante le lunghe assenze di Miss Duke, facendolo sprofondare nell'alcolismo tanto da non permettergli di lavorare. Quando Bernard crolla, ubriaco, davanti agli occhi di Doris, viene mandato a spese della donna in riabilitazione. Passa diverso tempo senza che i due si parlino, ma quando Doris viene colpita da ictus, Bernard si precipita al suo capezzale e torna a pieno regime nella vita della donna. Doris è ormai gravemente malata e Bernard si occupa costantemente di lei, accudendola e truccandola, vivendo a pieno la propria effeminatezza, truccandosi a sua volta e vestendosi con abiti femminili di alta moda. L'ascendente di Bernard su Doris preoccupa l'avvocato di lei, Waldo Taft, che offre a Bernard 500.000 dollari per uscire completamente dalla vita di Miss Duke, cifra che l'uomo rifiuta. Bernard respinge ogni accusa di circuire la donna per fini economici, sostenendo di volersi solamente prendere cura di Miss Duke.
Alla morte di Miss Duke, avvenuta nel 1993, Bernard viene nominato unico esecutore, ereditando l'enorme fortuna della donna. Ma questo non porta felicità nella vita di Bernard, che muore tre anni dopo a soli 51 anni a causa di complicazioni derivate dall'alcolismo.

## Candidature
Il film è stato candidato a numerosi premi, senza però aggiudicarsene alcuno.
- Golden Globe 2009:
  - Golden Globe per la miglior mini-serie o film per la televisione
  - Golden Globe per il miglior attore in una mini-serie o film per la televisione
  - Golden Globe per la miglior attrice in una mini-serie o film per la televisione
- Screen Actors Guild Awards 2008:
  - Miglior attore per una miniserie o film per la televisione
  - Miglior attrice per una miniserie o film per la televisione
- Premi Emmy 2008:
  - Miglior film per la televisione
  - Miglior attore per una miniserie o film per la televisione
  - Miglior attrice per una miniserie o film per la televisione
  - Miglior regista per una miniserie o film per la televisione
  - Migliore sceneggiatura per una miniserie o film per la televisione
- Satellite Awards 2008
  - Miglior film per la televisione
  - Miglior attore in una miniserie o film per la televisione
  - Miglior attrice in una miniserie o film per la televisione